# Lignin

Một cấu tạo có thể xảy ra của lignin

Lignin, trong tiếng Việt thường đọc thành linhin hay lignhin, là một chất cao phân tử có cấu trúc vô định hình khác với xenlulo. Cho đến nay công thức của lignin vẫn chưa được xác định, các mắt xích của lignin không giống nhau. Lignin ở gỗ lá kim và gỗ lá rộng khác nhau, nhưng người ta đã kết luận rằng trong phân tử lignin có chứa các nhóm (-OH), nhóm methoxyl (-OCH3) và nhân benzen.
Trong công nghệ bột giấy người ta thường phải tìm cách loại bỏ lignin, tuy nhiên trong công nghệ ván và hàng thủ công mỹ nghệ người ta lại thường lợi dụng lignin. Người ta thường tác động lên lignin để ép, uốn ván gỗ vì lignin vô định hình nên tồn tại ở 3 trạng thái: thủy tinh (biến dạng là biến dạng đàn hồi), dẻo (biến dạng không thuận nghịch), lỏng dính. Uốn ván tức là biến lignin từ trạng thái thủy tinh sang trạng thái dẻo, nhiệt độ cần thiết cho quá trình này cần trên 200oC.

## Ứng dụng khác
Hiện nay, lignin được sử dụng để sản xuất nhiên liệu, bằng cách xử lý lignin với hydro có xúc tác molybden trioxit,coban hoặc niken có nền nhôm oxit(gamma). Sản phẩm sau phản ứng là hỗn hợp ankan, anken, aren. Là 1 loại nhiên liệu sạch